# Merleus punctipennis
Merleus punctipennis är en tvåvingeart som beskrevs av Zaitzev 2003. Merleus punctipennis ingår i släktet Merleus och familjen svävflugor.
Artens utbredningsområde är Marocko. Inga underarter finns listade i Catalogue of Life.